# Ralph Grimston
Pour les articles homonymes, voir Ralph Grimston.
Ralph Grimston (Grimstow), né à Nidd, Knaresborough dans le Yorkshire du Nord et mort à York le 15 juin 1598 est un laïc martyr catholique anglais sous le règne d'Elizabeth Ire.

## Biographie
L'histoire de Ralph Grimston est indistinctement liée à celle de Peter Snow. Catholique, marié, il fait partie d'un réseau mis en place pour protéger prêtres et séminaristes catholiques recherchés par les autorités. Il est arrêté le 1er mai 1598 alors qu'il voyageait avec Peter Snow en direction de York. Condamné à mort pour avoir "aidé un prêtre" et cherché à le protéger y compris avec son arme il est exécuté par pendaison.

## Vénération
Déclaré bienheureux par Jean-Paul II en 1987 Ralph Grimston est l'un des quatre-vingt-cinq martyrs d'Angleterre et de Galles béatifié par ce dernier et fêté le 15 juin.